# In Two Minds
In Two Minds is het derde muziekalbum van de combinatie Bill Bruford en Michiel Borstlap. Het is een livealbum, waarbij de geluiden van het publiek en het applaus zijn weggefilterd, het doet daarom aan als een studioalbum.

## Musici
- Bill Bruford – slagwerk
- Michiel Borstlap – toetsen

## Composities
Allen van Bruford / Borstlap, behalve (12) van Miles Davis:
1. Kinship (4:00)
2. In two minds (4:55)
3. From the source, we tumble headlong (6:43)
4. Flirt (3:09)
5. Low tide, camber sands (4:12)
6. The art of conversation (7:44)
7. Conference of the bees (4:27)
8. Sheer reckless abandon (3:31)
9. Duplicity (4:09)
10. Shadow dance (5:13)
11. The odd one out (4:08)
12. All blues (4:23)

## Opnamen
- track 1-3: 1 juni 2007: Trondheim, The Dokkhuset;
- track 4,10: 25 augustus 2007: Kristiansand, Punkt Festival;
- track 5-8, 11: 27 mei 2007: Bath (Engeland); The Pavillion;
- track 9,13:16 maart 2007: Gateshead, The Sage.